# Silverstone
Silverstone är en by och civil parish  i Northamptonshire, England. Den är belägen mellan London och Birmingham, cirka 20 km sydsydost om Northampton och 6 km sydväst om Towcester. Invånarna i byn var år 2011, 1 907.
Orten nämndes i Domesday Book år 1086 som Sel / Silvestone.
Silverstone är känt för den närbelägna racerbanan Silverstone Circuit.